# Гунцелин VI (граф Шверина)
Гунцелин VI (нем. Gunzelin VI. von Schwerin; 1280/1284 — 1327) — граф Шверина с 1323 года (правил в Виттенбурге, Бойценбурге и Кривитце). Граф Текленбурга (по правам жены). Старший сын Николая I Шверинского и его первой жены Елизаветы Гольштейнской.
В 1305 году принял священнический сан и заступил на должность кантора Шверинского храма. Не позднее 1312 года оставил духовную карьеру (возможно — уже в 1307 году, когда вместе с отцом подписал договор с его родственниками — Генрихом III (ум. 1344) и Гунцелином V).
С 1323 года — граф Шверин-Виттенбурга.
Умер между 3 мая и 7 августа 1327 года. В некоторых источниках утверждается, что он был ещё жив в 1338 году.

## Семья
Жена — Рихарда, графиня фон Текленбург (ум. ок. 1327), дочь Оттона IV фон Текленбург-Иббенбюрен и Беатрикс фон Ритберг.
Дети:
- Оттон I (ум. 1357), граф Шверина
- Николай III (ум. после 1367), граф Текленбурга, в 1357—1358 последний граф Шверина
- Мехтильда (ум. после 1378), муж — граф Хеннинг фон Гюцков
- Беата (ум. до 1340), муж — герцог Альбрехт IV фон Саксен-Лауэнбург
- Рихарда (ум. до 1386), муж — герцог Шлезвига Вальдемар V